# Oakley, Bedfordshire
Oakley är en civil parish i Storbritannien.   Den ligger i kommunen Borough of Bedford i  riksdelen England, i den södra delen av landet, 80 km norr om huvudstaden London.